# Бджолопродукти
Бджолопроду́кти — бджолині продукти, які включають речовини, що утворюються в бджіл (натуральні бджолопродукти), й виготовлені з них продукти (промислові бджолопродукти). Наприклад, з маточного молочка виготовляють апілак, з прополісу виготовляють фармацевтичні засоби.

## Види натуральних бджолопродуктів
- Мед
- Бджолиний віск
- Бджолині стільники
- Прополіс
- Перга
- Пилок
- Забрус
- Маточне молочко
- Бджолина отрута
- Бджолиний підмор
- Гомогенат

## Види промислових бджолопродуктів
- Апілак
- Апілюкс

## Вплив на здоров'я
Продукти бджільництва виділяються своєю антибактеріальною активністю, яка залежить від їх ботанічного походження.